# Atauro
La isla Atauro (en indonesio: Pulau Atauro o Ataúro) es una pequeña isla del Sudeste Asiático perteneciente a Timor Oriental, y también un distrito, localizado a aproximadamente 25 km al norte de Dili, la capital del país. Tiene una superficie de 140,50 km² y en 2010 tenía una población de 8.602 personas; la capital de la isla es la localidad de Vila (o Maumeta). Geográficamente, se encuentra entre las islas indonesias de Alor (al oeste) y Wetar (al este, a 21,5 km), en una encrucijada marina que conecta el estrecho de Wetar, al oeste, el estrecho de Ombai, al oeste, y el mar de Banda, al norte. La isla más cercana es la pequeña isla de Liran, a unos 13 km al oeste.
Ataúro se convirtió en el 14º municipio de Timor Oriental y fue creado por la Ley nº 14/2021, de 7 de julio de 2021, que modificó la Ley nº 11/2009, de 7 de octubre de 2009, también conocida como Ley de División Administrativa Territorial. El texto legislativo que creó el municipio de Ataúro fue aprobado el 31 de mayo de 2021, promulgado el 30 de junio de 2021 por el Parlamento Nacional y entró en vigor el 1 de enero de 2022.

## Etimología
Atauro significa «cabra» en la lengua local, y también es conocida como isla Kambing (o Pulau Kambing) por los indonesios ("Kambing" también significa 'cabra' en lengua indonesia). Su nombre se debe a la gran cantidad de cabras que se encuentran allí.

## Historia
Atauro fue colonizada como el resto de Timor Oriental por Portugal, en el siglo XVI, siendo utilizada como una isla prisión luego de la llegada de los portugueses. Como parte de la colonia del Timor portugués, la isla de Atauro fue organizada administrativamente, como parte del municipio de Dili, existe una propuesta para reorganizar los distritos y hacer de Atauro un área autónoma, pero entre tanto continúa como un subdistrito de Dili.
En mayo de 2002, después de décadas de ocupación indonesia, Atauro se volvió parte del estado independiente de Timor Oriental.

## Cultura
Atauro es una isla con una cultura particular dentro de Timor Oriental puesto que los habitantes de la parte norte de la isla son cristianos protestantes (y no católicos como en el resto del país), esto se debe a que fueron evangelizados por una misión de la Iglesia calvinista neerlandesa, aunque también se pueden encontrar algunos protestantes al sur de la isla.